# قرار مجلس الأمن التابع للأمم المتحدة رقم 471
قرار مجلس الأمن التابع للأمم المتحدة رقم 471، الذي اعتمد في 5 يونيو 1980، بموجب الفصل السادس من ميثاق الأمم المتحدة، يتعلق بمسألة الاحتلال والإستيطان الإسرائيليين في الأراضي الفلسطينية في القدس الشرقية، و‌الضفة الغربية، و‌قطاع غزة و‌مرتفعات الجولان.
وانتقد الاحتلال الإسرائيلي لهذه الأراضي. وبالإضافة إلى ذلك، أعرب عن القلق من أن إسرائيل قد أخفقت في حماية المدنيين في الأراضي المحتلة، وطلب من إسرائيل دفع تعويضات عن الأضرار التي لحقت بالمدنيين بسبب هذا النقص في الحماية. وأخيرًا، فإنه يدعو إسرائيل إلى الامتثال لجميع قرارات مجلس الأمن التابع للأمم المتحدة ذات الصلة وأحكام اتفاقية جنيف الرابعة.
اعتمد القرار 471 بأغلبية 14 صوتًا مقابل لا شيء، مع امتناع الولايات المتحدة عن التصويت

## وصلات خارجية
- نص القرار على UN.org (PDF)